# فرنسيس إم. غيبونز
فرنسيس إم. غيبونز (بالإنجليزية: Francis M. Gibbons)‏ هو كاتب سير وقسيس ومحامي أمريكي، ولد في 10 أبريل 1921، وتوفي في 16 يوليو 2016.